# Desfrânata Babilonului

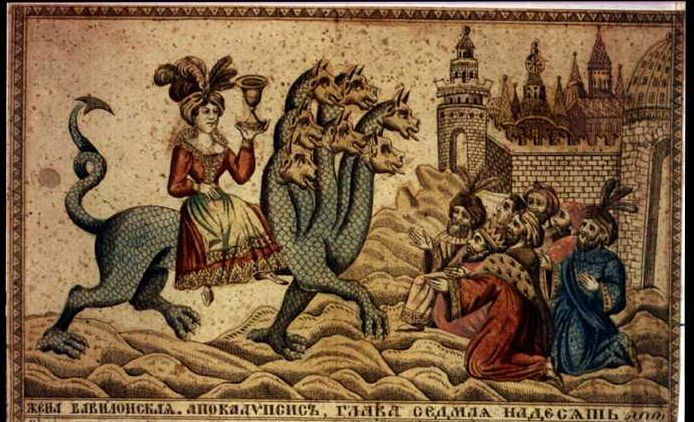
Desfrânata Babilonului

Desfrânata Babilonului sau curva Babilonului este o imagine din escatologia creștină, care se referă atât la o figură feminină simbolică, cât și la locul răului; imagine bazată pe cartea Apocalipsa Sfântului Ioan Teologul, cap. 17 și 18 (scrisă în a doua jumătate a secolului I). Imaginea curvei babiloniene și explicația simbolismului asociat cu ea au devenit subiectul numeroaselor interpretări și controverse teologice. Apocalipsa lui Ioan Evanghelistul descrie evenimentele de la prima până la a doua venire a lui Hristos. Destinele umanității și ale Bisericii sunt descrise în Apocalipsă folosind metafore greu de înțeles și care permit o varietate de interpretări. Dintre toate imaginile din Apocalipsa, soția curvă a fiarei este una dintre cele mai misterioase. Imaginea nu este asociată cu nicio femeie anume - prostituata este percepută ca un simbol al țării, orașului, oamenilor, îndepărtați de Dumnezeu. Există multe speculații în escatologia creștină cu privire la ceea ce simbolizează Curva și fiara care o poartă și care are cele șapte capete și cele zece coarne, precum și posibilele implicații pentru interpretările contemporane.
În limbajul modern, expresia „Desfrânata Babilonului” este utilizată nu doar în sensul său literal, ci într-o formă ironică se aplică femeilor cu virtute ușoară, a căror depravare a căpătat proporții fără precedent.
Numele ei tainic, scris pe frunte, este: Babilonul cel mare, mama desfrânatelor și a urâciunilor pământului (greacă veche μυστήριον, Βαβυλὼν ἡ μεγάλη, ἡ μήτηρ τῶν πορνῶν καὶ τῶν βδελυγμάτων τῆς γῆς; transliterat ca: mystērion, Babylōn hē megalē, hē mētēr tōn pornōn kai tōn bdelygmatōn tēs gēs).

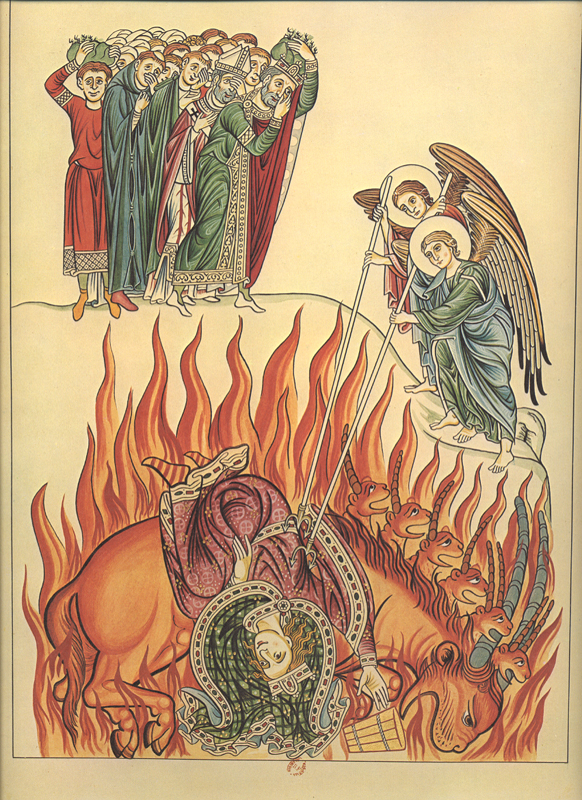
Curva Babilonului așa cum este ilustrată în Hortus deliciarum de Herrad din Landsberg, în 1180.

Cuvântul „desfrânată” poate fi interpretat metaforic ca „idolatră”.

## Pasaje din Apocalipsă
„Marea curvă” din Cartea Apocalipsei este prezentată în capitolul 17:

1.	Și a venit unul din cei șapte îngeri, care aveau cele șapte cupe, și a grăit către mine, zicând: Vino să-ți arăt judecata desfrânatei celei mari, care șade pe ape multe,

2.	Cu care s-au desfrânat împărații pământului și cei ce locuiesc pe pământ s-au îmbătat de vinul desfrânării ei.

3.	Și m-a dus, în duh, în pustie. Și am văzut o femeie șezând pe o fiară roșie, plină de nume de hulă, având șapte capete și zece coarne.

4.	Și femeia era îmbrăcată în purpură și în stofă stacojie și împodobită cu aur și cu pietre scumpe și cu mărgăritare, având în mână un pahar de aur, plin de urâciunile și de necurățiile desfrânării ei.

5.	Iar pe fruntea ei scris nume tainic: Babilonul cel mare, mama desfrânatelor și a urâciunilor pământului.

6.	Și am văzut o femeie, beată de sângele sfinților și de sângele mucenicilor lui Iisus, și văzând-o, m-am mirat cu mirare mare.

7.	Și îngerul mi-a zis: De ce te miri? Eu îți voi spune taina femeii și a fiarei care o poartă și care are cele șapte capete și cele zece coarne.

8.	Fiara pe care ai văzut-o era și nu este și va să se ridice din adânc și să meargă spre pieire. Și se vor mira cei ce locuiesc pe pământ ale căror nume nu sunt scrise de la întemeierea lumii în cartea vieții, văzând pe fiară că era și nu este, dar se va arăta.

9.	Aici trebuie minte care are înțelepciune. Cele șapte capete sunt șapte munți deasupra cărora șade femeia.

10.	Dar sunt și șapte împărați: cinci au căzut, unul mai este, celălalt încă nu a venit, iar când va veni are de stat puțină vreme.

11.	Și fiara care era și nu mai este - este al optulea împărat și este dintre cei șapte și merge spre pieire.

12.	Și cele zece coarne pe care le-ai văzut sunt zece împărați, care încă n-au luat împărăția, dar care vor lua stăpânire de împărați, un ceas, împreună cu fiara.

13.	Aceștia au un singur cuget și puterea și stăpânirea lor o dau fiarei.

14.	Ei vor porni război împotriva Mielului, dar Mielul îi va birui, pentru că este Domnul domnilor și Împăratul împăraților și vor birui și cei împreună cu El - chemați și aleși și credincioși.

15.	Și mi-a zis: Apele pe care le-ai văzut și deasupra cărora șade desfrânata, sunt popoare și gloate și neamuri și limbi.

16.	Și cele zece coarne pe care le-ai văzut și fiara vor urî pe desfrânată și o vor face pustie și goală și carnea ei o vor mânca și pe ea o vor arde în foc.

17.	Căci Dumnezeu a pus în inimile lor să facă voia Lui și să se întâlnească într-un gând și să dea fiarei împărăția lor, până se vor împlini cuvintele lui Dumnezeu.

18.	Iar femeia pe care ai văzut-o este cetatea cea mare care are stăpânire peste împărații pământului.

## Interpretări

### Interpretarea unor biserici reformate
Unele biserici creștine reformate o identifică pe Desfrânata Babilonului ca fiind Biserica Romano-Catolică pe baza următoarelor puncte:
- are un nume, Babilonul cel Mare. Acest oraș Babilon este un simbol biblic care apare în Geneza, acela al confuziei limbilor în Turnul Babel. Ieremia 51: 7 menționează că „Babilonul era în mâna Domnului un potir de aur, care îmbăta tot pământul; neamurile au băut din vinul lui, de aceea au fost neamurile ca într-o nebunie.” Acum, orașul Babilon este în pustie bântuit de fiare sălbatice.
- ea stă pe multe ape. Capitolul 17:15 explică: „Apele pe care le-ai văzut, unde șade curva, sunt popoare și mulțimi și națiuni și limbi”. În mod logic trebuie să fie despre omenire.
- ea se angajează în prostituție cu regii pământului. Este cunoscută în toată lumea și are o anumită influență în lumea politică.
- ea e bogată.
- are o datorie de sânge. A participat cu siguranță la războaie, ba chiar a început câteva.

### Interpretare catolică
Magisteriul Bisericii Catolice afirmă că nu este vorba de o Biserică creștină, ci mai degrabă de o putere politică ocultă, asociată cu Satana. Credința catolică crede într-un complot al spiritelor rebele (demonii) care uneltesc împotriva omenirii, generație după generație, conform unui plan precis care le va permite, la sfârșitul lumii, să-și creeze iadul de libertate solitară (lipsit de adevăratul Dumnezeu) pe pământ.
Epistola către Efeseni 6:12: „Căci lupta noastră nu este împotriva trupului și a sângelui, ci împotriva începătoriilor, împotriva stăpâniilor, împotriva stăpânitorilor întunericului acestui veac, împotriva duhurilor răutății, care sunt în văzduh.”

### Interpretare evanghelică
Babilonul cel Mare reprezintă toate religiile care pretind că îl reprezintă pe Dumnezeu, dar care în realitate au atitudinea unei Curve care are relații ilicite cu reprezentanți politici pentru a-și stabili poziția și faima. Catolicismul este desigur primul vizat de această interpretare, dar vizează toate mișcările creștine care au „pătat reputația lui Dumnezeu” și care ar cunoaște „corupția din interiorul lor”.

### Interpretarea altor tendințe creștine
Evreii mesianici și creștinii sioniști consideră că este Mecca, orașul așezat pe șapte munți (Apocalipsa 17.9) într-un deșert (Apocalipsa 17.3) care domnește peste regii pământului (Apocalipsa 17, 18).

### Exegeți moderni
Conform majorității exegeților moderni, cele zece coarne ale celei de-a patra fiare din cartea apocaliptică a lui Daniel reprezintă regii de la Alexandru la cei ai Regatului Seleucid, care au domnit peste Iudeea în următoarea ordine:
1. Alexandru cel Mare,
2. Seleucus I Nicator,
3. Antioh I Soter ,
4. Antioh al II-lea,
5. Seleucos al II-lea Callinicus,
6. Seleucos al III-lea Ceraunus,
7. Antioh al III-lea,
8. Seleucus al IV-lea (asasinat de următorul),
9. Heliodor,
10. Demetrie I Soter, fiul lui Seleucus al IV-lea, i-a fost promis tronului, dar nu a domnit niciodată, sau Antioh, un alt fiu al lui Seleuc al IV-lea, asasinat în copilărie de unchiul său Antioh al IV-lea Epifan (fratele lui Seleuc al IV-lea) care s-a proclamat regent al micului Antioh.

Mulți cărturari biblici cred că „Babilonul” este o metaforă a Imperiului Roman păgân pe vremea când îi persecuta pe creștini, înainte de Edictul de la Milano din 313.